# Amaxia tierna
Amaxia tierna là một loài bướm đêm thuộc phân họ Arctiinae, họ Erebidae.